# Consoles de jeux vidéo de sixième génération
Dans l'histoire des consoles de jeux vidéo, la sixième génération représente les jeux vidéo sur les consoles de salon et les consoles portables. L'appellation « ère des consoles 128 bits » est trompeuse, la performance des consoles dépendant dorénavant surtout d'autres facteurs : à partir d'un certain nombre de bits (correspondant à la longueur des mots du processeur), le gain obtenu en allongeant les mots devient en effet mineur. Les principales plates-formes sont la PlayStation 2, la Xbox, la GameCube et la Dreamcast. Cette génération commence en 1998 et s'est terminée en janvier 2013 avec l'arrêt de la distribution de la PlayStation 2.
La PlayStation 2 domine les ventes, avec plus de 150 millions d'unités vendues. Les autres consoles sont loin derrière, la Xbox avec 24 millions d'unités fournies, et la GameCube avec 21 millions d'unités vendues. La Dreamcast s'est vendue approximativement à un peu moins de 10 millions d'unités. À l'aube de la génération suivante de consoles, Sony était donc le leader incontesté du marché des consoles de jeux vidéo, devant le nouveau venu Microsoft, l'infatigable Nintendo. Sega cependant sortira du marché des consoles à l'issue de l'échec de la Saturn (cinquième génération) et de la Dreamcast. 

## Consoles de salon

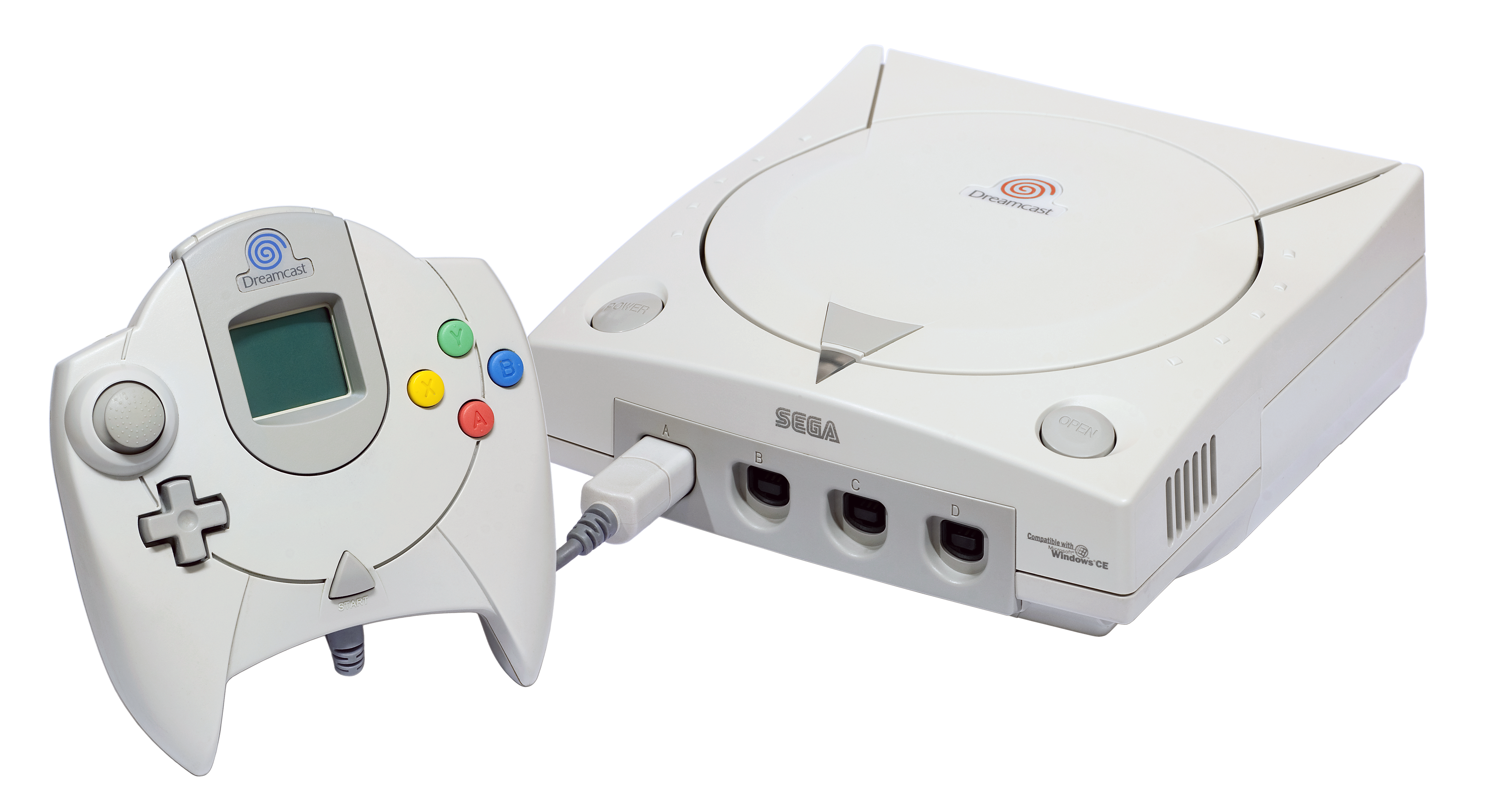
La Dreamcast NTSC avec une manette PAL et une VMU.

### Dreamcast
La première console de sixième génération à sortir sur le marché est la Dreamcast, en 1998 au Japon et en 1999 dans le reste du monde. Après l'échec majeur que fut la Saturn et la perte de parts de marché au profit de Sony, Sega mise sur les capacités techniques de sa console pour revenir sur le devant de la scène. En effet, en avance sur son temps, celle-ci permettait déjà de se connecter à Internet pour jouer en ligne (un des meilleurs jeux exploitant cette fonction étant Phantasy Star Online) bien avant la croissance et le succès massif des jeux en ligne. Mais les éditeurs tiers ne lui apporteront pas assez de soutien. La sortie de la PlayStation 2 de Sony rendra son succès difficile et les publicités agressives qui la suivirent rendront le public complètement indifférant à la Dreamcast. Malgré une ludothèque contenant des jeux réputés, comme Shenmue, Jet Set Radio ou encore SoulCalibur, la console ne fonctionnera pas auprès du grand public. Ainsi, une page se tournera en mars 2001 dans l'histoire des jeux vidéos lorsque Sega annonce que la société arrête définitivement la fabrication de consoles et deviendra donc un éditeur tiers de jeux vidéo.

### PlayStation 2

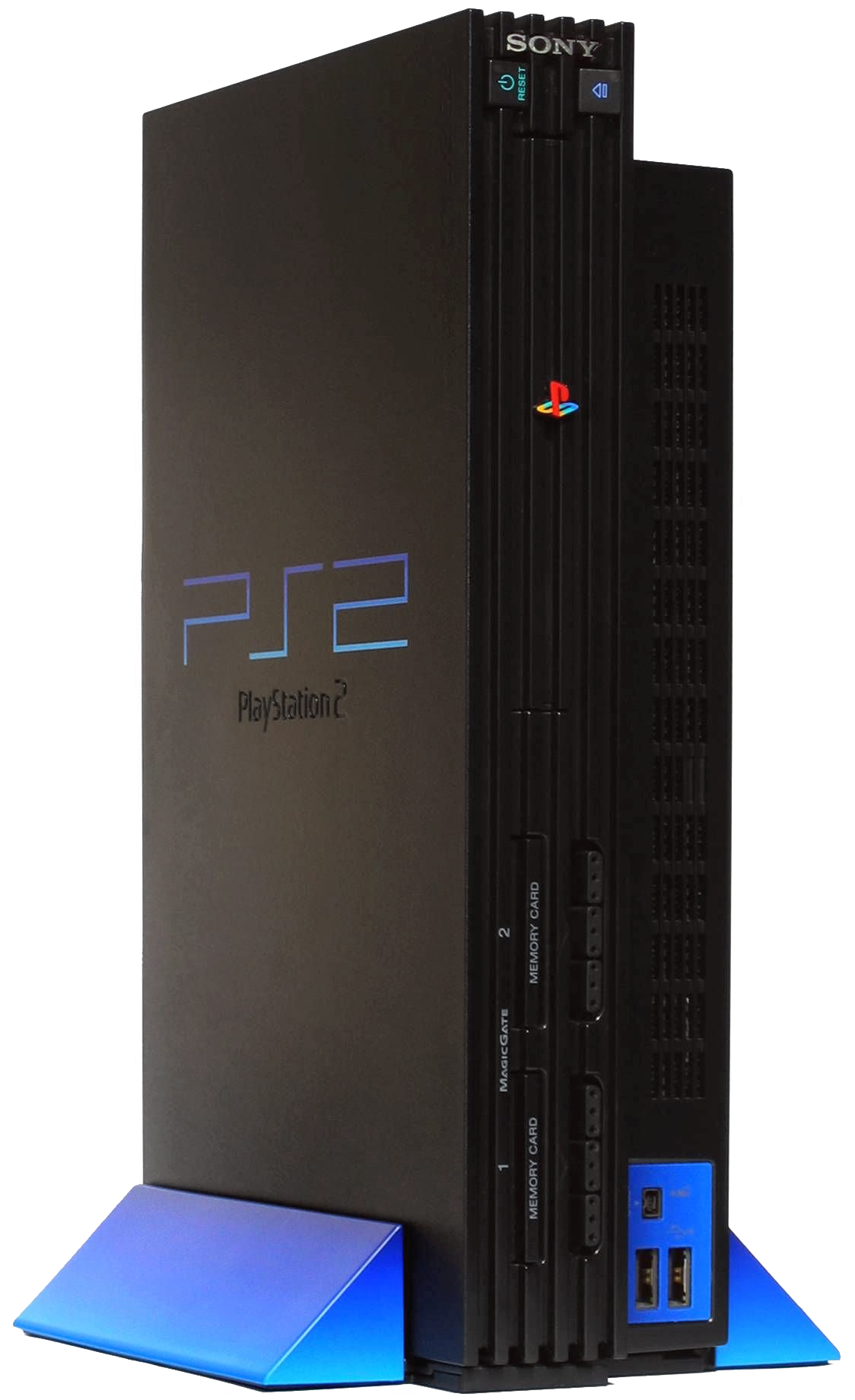
La PlayStation 2.

C'est au début de l'année 2000, au Japon, puis à la fin de l'année aux États-Unis et en Europe, que Sony lance sa nouvelle console : la PlayStation 2, plus couramment appelée PS2. Elle connaît un succès fracassant, malgré un line-up peu important : une des raisons de ce succès est sans aucun doute son lecteur de DVD. En effet, à l'époque, les lecteurs DVD étaient proposés à des prix très élevés. Proposée à environ 450 euros à sa sortie, la PlayStation 2 était donc la solution idéale. Elle proposa une ludothèque étoffée, composée de séries populaires comme Metal Gear, Final Fantasy, Grand Theft Auto, Ratchet and Clank, Gran Turismo ou encore Devil May Cry. La console est aujourd'hui celle s'étant le mieux vendue au monde avec plus de 155 millions d'exemplaires écoulés. 

### GameCube

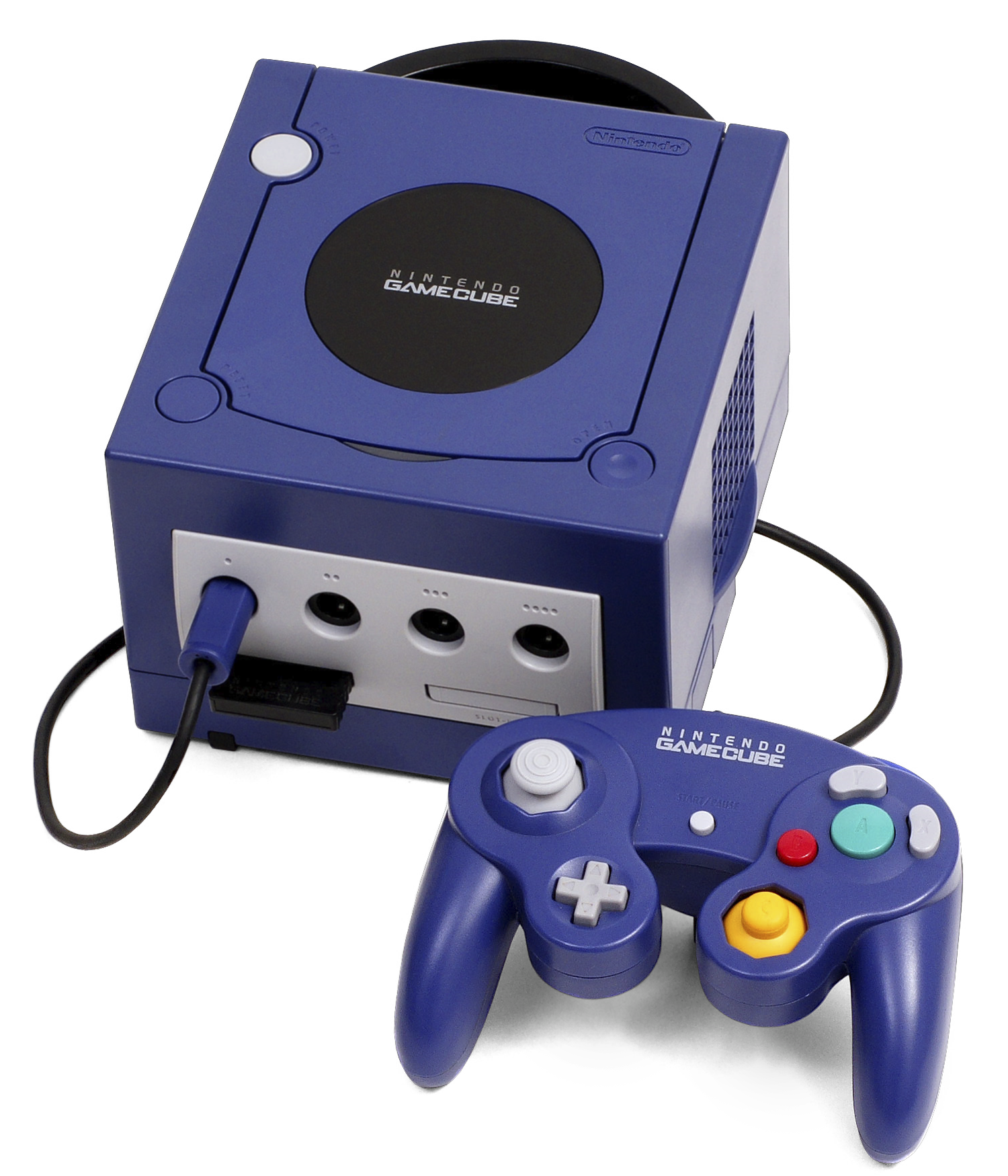
La GameCube.

Nintendo, qui est était auparavant considéré comme le grand leader du jeux vidéo, a été ébranlé par le semi-échec de sa Nintendo 64 et par la montée fulgurante de Sony, devenue son principal concurrent. Aussi, la firme nippone commercialise sa console « nouvelle-génération », la GameCube, en septembre 2001 au Japon et en novembre aux États-Unis, puis en Europe en mai 2002. Proposant des graphismes de qualité généralement supérieure à la PS2, la GameCube a surtout pâti du manque de soutien des développeurs tiers, malgré la présence de jeux appréciés, comme la série des Resident Evil et de l'impossibilité de lire les films en DVD. Sans jamais vraiment sombrer, ni décoller, la console de Nintendo n'atteint pas les ventes de la Nintendo 64 totalisant 22 millions d'exemplaires écoulés.
L'iQue Player, une autre console de salon de Nintendo, est sortie fin 2003. Cette console ne fut commercialisée qu'en Chine, elle possédait les mêmes caractéristiques techniques que la Nintendo 64 à la différence que les jeux étaient téléchargés depuis des bornes spéciales et stockés sur des cartouches flashs ré-inscriptibles.

### Xbox

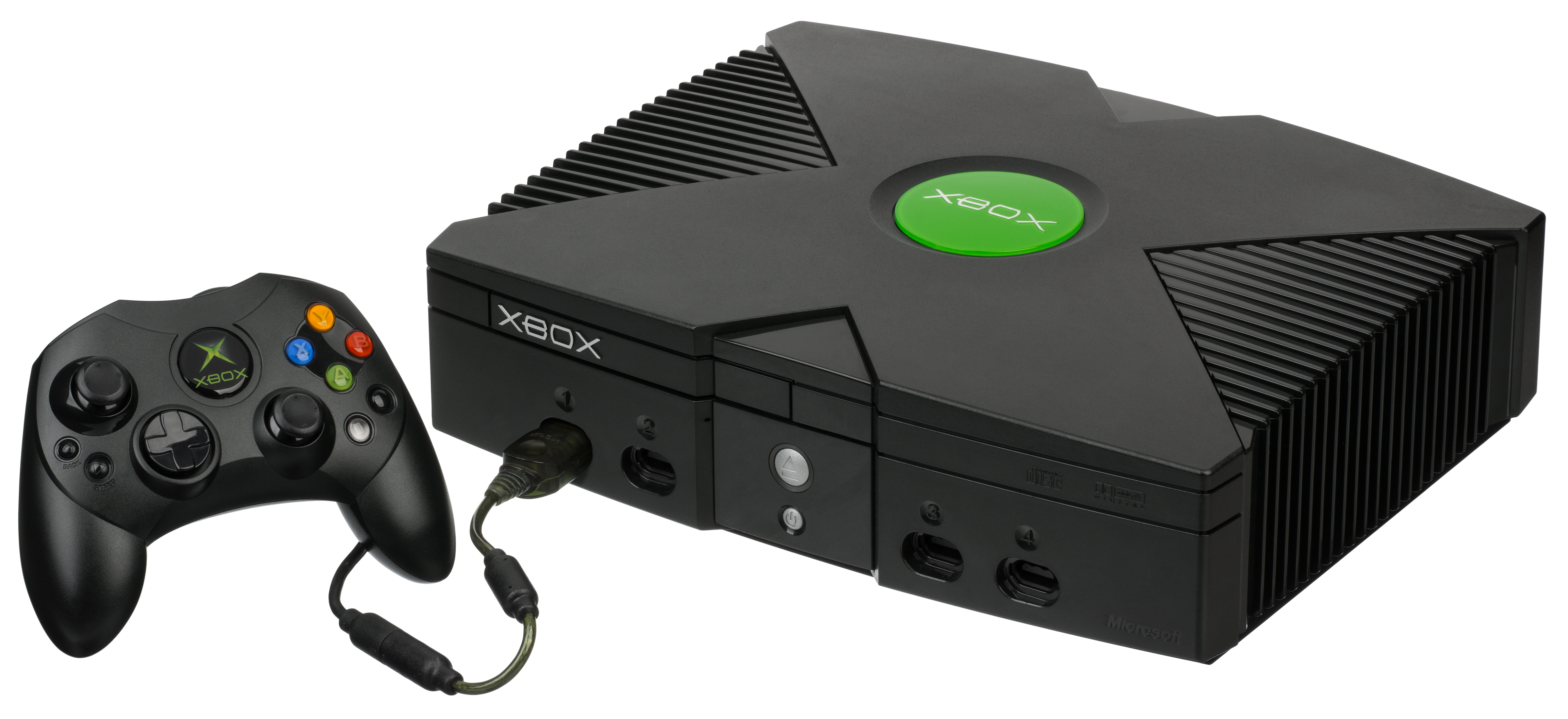
La Xbox.

Microsoft lance sa première console de jeu, la Xbox, à la fin de l'année 2001 aux États-Unis et en 2002 dans le reste du monde. La console, la plus puissante du marché, est vendue 479 € à sa sortie en France en mars 2002. Sur le modèle de la Dreamcast de Sega, la console dispose d'un service de jeu en ligne : le Xbox Live. Le succès de cette console sera dû en grande partie à ce service, ainsi qu'a la série des Halo. Avec 24 millions de consoles vendues, la console se hisse à la seconde place du marché, loin derrière la PS2, sans vraiment percer le marché japonais.
C'est la dernière génération de console où le nombre de bits traités par leur processeur est mis en avant par les constructeurs pour promouvoir la puissance de leur console[réf. nécessaire]. Les performances dépendent plus d'autres facteurs, tels que la vitesse du processeur, la bande passante et la taille de la mémoire vive.

## Consoles portables

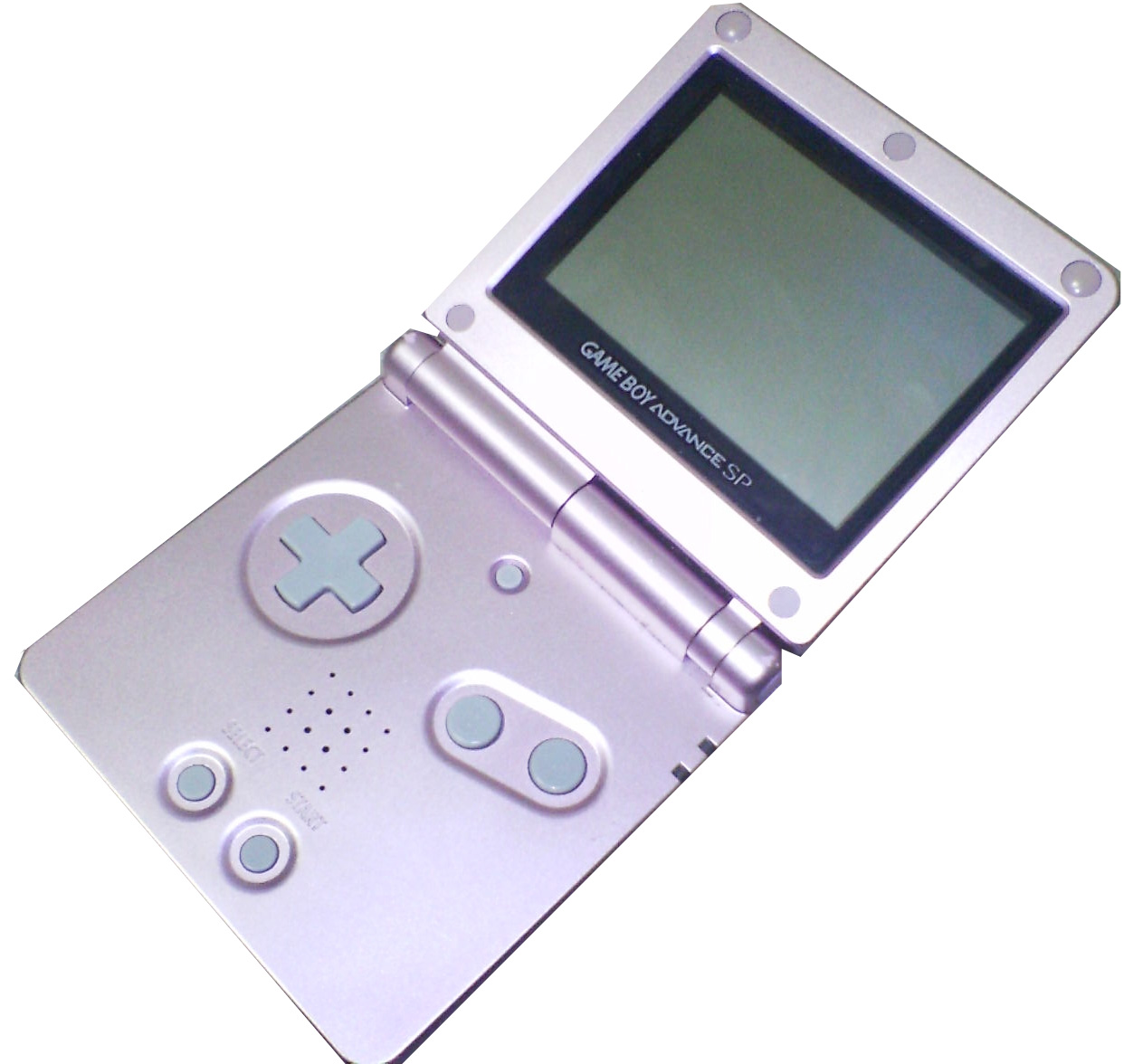
La Game Boy Advance SP.

Durant cette sixième génération de consoles, le marché des portables explose, avec l'introduction de nouveaux systèmes de différents constructeurs. La Neo-Geo Pocket Color et la WonderSwan sortent en 1999. En 2001, la GP32 lance un nouveau concept, la console open source. Nintendo garde cependant une large longueur d'avance en termes de parts de marché avec la sortie la même année d'une version de la Game Boy considérablement améliorée, la Game Boy Advance. Deux autres versions de cette console sortent quelque temps plus tard. La première en 2003, la Game Boy Advance SP et la seconde en 2005, la Game Boy Micro. Avec ces trois modèles, Nintendo aura vendu 81,51 millions de Game Boy Advance.
Un nouveau concept apparaît : certaines consoles portables possèdent des capacités n'ayant aucun rapport avec le jeu vidéo. La première est la N-Gage en 2003 qui est en même temps un téléphone portable. Elle subit des modifications et ressort en 2004 sous le nom N-Gage QD. La Zodiac sort elle aussi en 2004, mais est basée sur le Palm OS, elle possède donc presque toutes les fonctionnalités d'un assistant personnel. Mais les PDA sont destinés à une clientèle peu nombreuse (les hommes d'affaires principalement) et manquent de jeux pour concurrencer sérieusement les consoles portables.
Avec le nombre croissant de consoles portables arrivant vers la fin de cette génération, il est difficile de déterminer exactement où la septième génération commence. On l'estime à peu près à la fin de l'année 2004 avec l'arrivée de la Nintendo DS et de la PlayStation Portable.

## Jeux vidéo
Durant cette génération, de nombreuses personnalités publiques critiquent fortement le contenu des jeux, au niveau du sexe, du crime, de la violence, du blasphème, de la drogue, et des sujets sociaux tels que la religion, la politique, le féminisme, et l'économie. Pourtant, ces controverses ne se déroulent pas uniquement dans cette période, et commencent bien plus tôt, avec des jeux comme Doom, Wolfenstein 3D, Mortal Kombat et Night Trap. Les premières plaintes d'un certain public remontent aux années 1970 avec des jeux très violents tels que Death Race et Custer's Revenge.
Mais cette génération est notable car elle voit l'apparition de législateurs luttant contre l'industrie du jeu vidéo. Le procès le plus célèbre est celui de Grand Theft Auto III et de Grand Theft Auto: Vice City qui sont accusés de proférer des insultes raciales et d'influencer les mineurs à commettre des crimes. Les premières éditions de Grand Theft Auto: San Andreas sont enlevées des magasins, à cause de scènes mimant l'acte sexuel, bien que ces scènes ne soient pas disponibles sans modifier le jeu.
Les attentats du 11 septembre 2001 ont un impact sur les jeux vidéo. Certains développeurs sont obligés de modifier leurs jeux voire de les annuler, notamment Propeller Arena, jeu d'avion sur Dreamcast où un des niveaux ressemble à Manhattan ou encore Metal Gear Solid 2 qui devait à la base mettre en scène la destruction de la statue de la Liberté et une partie de Manhattan. De la même manière, plusieurs modifications sont faites sur Grand Theft Auto III, la plus flagrante est la couleur des voitures de police qui devaient ressembler à la base à celles de New York.
L'utilisation et la circulation des émulateurs et des images ROM d'anciens jeux comme ceux sur Super Nintendo, Mega Drive, etc., augmentent considérablement. C'est aussi l'époque où un grand nombre d'anciens jeux sont améliorés et réédités sur les nouvelles consoles. Nintendo, par exemple, introduit une ligne de jeux « classique » pour les Game Boy Advance, incluant Wild ARMs: Alter Code F, Final Fantasy I and II: Dawn of Souls, Metroid: Zero Mission. Midway Games, Capcom, Namco, Atari, Sega et de nombreux développeurs tierces font de même en publiant des collections de jeux mythiques, ou en améliorant certains de leurs meilleurs titres. C'est aussi l'époque où certaines séries uniquement japonaises, arrivent sur les marchés européens et américains.

### Séries
| - 2K Sports - Amped - Animal Crossing - Battlefield 1942 - Boktai - Brothers in Arms: Road to Hill 30 - Burnout - Call of Duty - Crazy Taxi - Crimson Sea - Dark Cloud - Dead to Rights - Devil May Cry - Deus Ex - Dragon Ball Z: Budokai - NBA Street, FIFA Street, NFL Street - Fatal Frame - Final Fantasy - God of War - Gran Turismo - Grand Theft Auto - Icewind Dale - The Getaway - Golden Sun - Halo - Headhunter | - Hitman - Ico - Jak and Daxter - Jet Set Radio - Karaoke Revolution - Katamari Damacy - Kessen - Kingdom Hearts - Max Payne - Mech Assault - Mega Man Battle Network - Mega Man Zero - Metal Gear Solid - Metroid Prime - Phoenix Wright - Project Gotham Racing - Midnight Club - MotoGP - Ōkami - Onimusha - Pikmin - Prince of Persia - Ratchet and Clank - RalliSport Challenge | - Sega GT - Shadow of the Colossus - Shadow Hearts - Shenmue - Sly - SOCOM - Sonic Adventure - Soul Calibur - Splinter Cell - SSX - Star Wars: Battlefront - Star Wars: Knights of the Old Republic - Super Monkey Ball - Time Crisis - TimeSplitters - ToHeart2 - Tom Clancy's Splinter Cell - True Crime - Ultimate Games - Viewtiful Joe - WarioWare |

### Jeux notables
- Shenmue apparaît comme le jeu ayant le budget le plus cher de l'histoire avec 70 millions de dollars (45 millions d'euros) jusqu'à être détrôné par Grand Theft Auto IV avec un budget de 100 millions de dollars, soit 65 millions d'euros[6]. Produit par Sega-AM2, ce jeu est une référence du niveau des graphismes de l'époque.[réf. nécessaire]
- Halo est le jeu lancé à la sortie de la console Xbox qui a un grand succès. Sa suite Halo 2 établit le record des plus grosses ventes le premier jour de sa sortie (2,38 millions d'exemplaires)[7].
- Grand Theft Auto III et sa suite mettent une question au grand jour, la violence doit-elle figurer dans les jeux vidéo. Grand Theft Auto reste la série la mieux vendue aux États-Unis d'Amérique.
- Kingdom Hearts est le premier volet de la série éponyme. Ce jeu mélangeant à la fois action et RPG se déroule dans un univers où les personnages de Walt Disney et de Final Fantasy vivent ensemble dans différents mondes.
- Metroid Prime est un des jeux GameCube le mieux noté. Il marque le grand retour de la série Metroid après une absence d'environ 8 ans et invente un nouveau style de jeu : le FPA, first person adventure (jeu d'aventure en vue subjective).
- Soul Calibur pour la Dreamcast, est considéré par beaucoup[8] comme l'un des meilleurs jeu de combat de tous les temps, et est le seul jeu vidéo à recevoir une note parfaite par IGN[9] et GameSpot[10]. Le jeu connait, à l'heure actuelle, quatre suites : SoulCalibur II (PS2, Xbox et GameCube), SoulCalibur III (PS2), SoulCalibur IV (PS3 et Xbox 360) et SoulCalibur V (PS3 et Xbox 360)
- The Legend of Zelda: The Wind Waker, sur GameCube, est l'un des jeux les plus remarqué de l'époque. Il a obtenu la note de 40/40 par le magazine nippon Famitsu[11] ; il était également le seul jeu à avoir obtenu la note maximale sur Jeuxvideo.com[12] jusqu'à ce que The Legend of Zelda: Breath of the Wild l'obtienne aussi[13].
- Resident Evil 4, était au départ exclusif à la GameCube[14] mais est également sorti sur PlayStation 2. Considéré à sa sortie en 2005 comme le plus beau jeu jamais réalisé et l'un des meilleurs jeux d'action jamais créés.
- The Legend of Zelda: Twilight Princess est le dernier grand jeu de la GameCube et aussi le jeu ayant bénéficié du plus long développement de sa génération (près de 4 ans). Il est la suite des grands succès Ocarina of Time et Majora’s Mask.
- Shadow of the Colossus est un des grands jeux de la PlayStation 2 ce titre surprend par ses graphismes son ambiance et la qualité du jeu. Selon plusieurs,[Qui ?] il fait partie de ces jeux qui rapprochent le jeu vidéo et l'art.
- Ōkami est un jeu d'aventure en cel-shading se déroulant dans la mythologie japonaise. Il est sorti vers la fin de vie de la PlayStation 2 et c'est certainement le jeu qui exploite le mieux les capacités de la console[réf. nécessaire]. Une adaptation, sortie le 15 avril 2008 aux États-Unis et le 12 juin en Europe, est disponible sur Wii.
- Quake III Arena est probablement[précision nécessaire] le jeu le plus joué de la Dreamcast. Jouable en ligne, grâce au modem 56k, il a bénéficié de serveurs de jeu online jusqu'en 2006, date à laquelle de nombreux joueurs étaient encore actif sur ce titre mythique.
- Jet Set Radio est le 1er jeu à utiliser le cel-shading, une technique permettant d'afficher un rendu crayonné rappelant les bande-dessinées ou les mangas.

## Comparaisons
|                       | Dreamcast | PlayStation 2 | GameCube | Xbox |
| --------------------- | --- | --- | --- | --- |
| Console               | | | | |
| Fabricant             | Sega | Sony Computer Entertainment | Nintendo | Microsoft |
| Prix                  | 199,99 $ (lancement) 49 $ (final) | 399,99 $ (lancement) 69 $ (final) | 199,99 $ (lancement) 99 $ (final) | 499,99 $ (lancement) 149 $ (final) |
| Dates d'annonce       | 1996 | 11 mai 1999 | 13 au 15 mai 1999 | 10 mars 2000 |
| Dates de sorties      | JAP : 27 novembre 1998 USA : 9 septembre 1999 EUR : 14 octobre 1999 | JAP : 4 mars 2000 USA : 26 octobre 2000 EUR : 24 novembre 2000 | JAP : 14 septembre 2001 USA : 18 novembre 2001 EUR : 3 mai 2002 AUS : 17 mai 2002 | USA : 15 novembre 2001 JAP : 22 février 2002 EUR : 14 mars 2002 |
| Fin de production     | Mars 2004 | Janvier 2013 | Novembre 2007 | Mars 2009 |
| Résolution de l'image | Standard (50Hz / 60Hz) - 480i - 480p | Standard (50Hz / 60Hz) - 480i - 480p | Standard (50Hz / 60Hz) - 480i - 480p | Full HD (50Hz / 60Hz) - 480i - 480p - 540p - 720p - 1080i |
| Support Jeux          | GD-ROM (format propriétaire) | DVD | Nintendo Game Disc de 1,5 Go DOL-006 (format propriétaire) | DVD |
| Accessoires           | - Visual Memory Unit - Adaptateur VGA - Dreamcast souris et clavier - Fishing Rod - Microphone - Light Gun - Arcade Stick - Twin Sticks - Dreameye - Samba de Amigo Maracas (manette en forme de maracas) - Broandband Adapter ou 56 kb modem - Rumble Pack - Total Control Series - Pop'n Music Contrôler - VS Link Cable - Maple Bus Cable - S-Video Cable - Controller Extension Cable | - DualShock - PlayStation 2 HDD Disque dur interne se branchant sur le port extension (il fut produit entre 30 000 et 50 000 exemplaires) - EyeToy - PlayStation 2 Headset - PlayStation 2 DVD télécommande - Network adapter Uniquement pour les modèles sans port ethernet comme les premières PS3, les "fat". - Memory Card PS2 (8MB) - Guitar Controller (Guitar Hero) - Light gun (Guncon) - Multitap (permet de brancher 4 manettes à la console) - Component video cable - S-Video cable - RGB-SCART cable - Composite video cable - RF modulator - Microphone uniquement avec le jeu SingStar - USB souris et clavier - Headset - Kit Linux (PS3 fat avant le retrait de "other_os" par peur du piratage), c'était un kit comprenant un HDD, l'adaptateur réseau ethernet, un clavier QWERTY et une souris à boule, ainsi qu'un DVD avec une distribution GNU/Linux compatible avec la PS3. | - Wavebird - Nintendo GameCube-Game Boy Advance cable - Nintendo GameCube Modem Adapter et Nintendo GameCube Broadband Adapter - Game Boy Player - Component video cable - D4 video connector (D-Terminal video cable) - RGB-SCART cable (Europe seulement) - S-Video cable (Japan/USA seulement) - Bongo DK - Dance pad - Beat Pad - Nintendo GameCube Microphone - ASCII manette combinant un clavier - Hori manette classique pour Game Boy Player - Logitech volant Speed Force | - AV cable - RF cable - HD-AV pack - RGB-SCART cable - System Link cable (Cat. 5 Ethernet) - Xbox Live Starter Kit - System Link Cable - Xbox Media Center Extender - DVD Télécommande Kit - Xbox Music Mixer - manette standard - manette S - Memory Unit (8 MB) - Logitech manette sans fils (2,4 GHz) - Adaptateur Wi-Fi - Headset - Microphone - Light gun - Volant - S-Video cable - Dance pad - Adaptateur PS2 - Adaptateur PC - Manette Steel Battalion |
| Processeur central    | 200 MHz SuperH SH-4 | 294 MHz MIPS « Emotion Engine » | 485 MHz PowerPC « Gekko » | 733 MHz x86 « Pentium III » |
| Processeur graphique  | PowerVR CLX2, 7.0 Mil polygones par seconde (pointe), environ 3 millions de polygones par texture | 147 MHz « Graphics Synthesizer » Vitesse de texturage : 2,4 gigapixels par seconde ; 1,1 gigapixel w. 1 texture (defuse) ; 588 mégapixels par seconde w. 2 textures (2 defuses or 1 defuse map and other (0 around 74 mill, 1 around 37 mill, 2 around 18 mill) ; 2 rendu de texture par passes Capable de faire un rendu multi-passe ; Utilisant le processeur « VU1 » (Processeur vectoriel pouvant traiter jusqu'à 2,9 Gflops) pour délivrer des graphiques et des rendus améliorés | 162 MHz ATI « Flipper » ; Vitesse de texturage : 648 mégapixels par seconde, peu importe le nombre de couches à traiter (environ 20 millions de triangles par seconde) ; 8 rendu de textures par passe Capable de faire un rendu multi-passe; Moteur graphique « TEV » (Texture EnVironment), similaire au « pixel shader » pour l'amélioration du rendu | 233 MHz Custom Nvidia NV2A ; Vitesse de texturage de 932 mégapixels par seconde, peu importe le nombre de couches à traiter ; Capable de faire un rendu multi-passe ; 2 vertex shaders pour rendu graphique amélioré |
| Mémoire               | Mémoire principale 16 MB 100 MHz; RAM Video 8 MB | Mémoire principale 32 MB RDRAM 2 canaux à 800 MHz avec 3,2 Gb/s de bande passante ; RAM Video 4 MB délivrant jusqu'à 48 GB/s (38,4 GB/s pour le frame buffer ; 9,6 Gb/s pour le buffer des textures) | Mémoire principale 32 MB 1T-SRAM avec 2,7 Gb/s de bande passante ; RAM Video jusqu'à 6 MB ; 10,4 Gb/s pour le buffer des textures ; 7,6 Gb/s pour le frame buffer | Mémoire unifiée de 64 MB DDR SDRAM 200 MHz avec 6,4 Gb/s de bande passante |
| Jeu en ligne          | Navigateur web et plusieurs jeux jouables en ligne | Plusieurs jeux jouables en ligne | Plusieurs jeux jouables en ligne | Xbox Live |
| Rétrocompatibilité    | Neo-Geo Pocket | PlayStation | GB, GBC et GBA (nécessite Game Boy Player) | Xbox Live Arcade |
| Autres programmes     | SegaOS, Windows CE, KallistiOS | DVD Playback Kit | Game Boy Player | Xbox Music Mixer DVD Playback Kit |
| Programmation amateur | Possibilité de développer des logiciels amateurs | Linux, YaBasic software et modchips | Possibilité de développer des logiciels amateurs (avec hack) | Linux, Softmods et modchips |
| Ventes                | 10,60 millions | 157,68 millions | 21,74 millions | 24,65 millions |